# Peònia
|  | Aquest article tracta sobre la flor. Vegeu-ne altres significats a «Peònia (regne)». |

Peònia (Paeonia) és un gènere de plantes amb flors de l'ordre de les saxifragals. És l'únic gènere de la família de les peoniàcies (Paeoniaceae).

## Particularitats
Són plantes natives d'Àsia, sud d'Europa i oest de Nord-amèrica.
La majoria d'espècies són herbàcies però algunes són arbusts llenyosos de fins a 1,5–3 metres d'alt. N'hi ha molts cultivars que són populars com a plantes de jardineria.
Dues espècies de peònia són autòctones dels Països Catalans.

## Taxonomia
- Espècies herbàcies (unes 30 espècies)
  - Paeonia abchasica
  - Paeonia anomala, - peònia asiàtica, xin jiang shao yao
  - Paeonia bakeri
  - Paeonia broteri
  - Paeonia brownii
  - Paeonia californica
  - Paeonia cambessedesii
  - Paeonia caucasica
  - Paeonia clusii
  - Paeonia coriacea
  - Paeonia daurica
  - Paeonia emodi
  - Paeonia hirsuta
  - Paeonia intermedia
  - Paeonia japonica
  - Paeonia kesrouanensis
  - Paeonia lactiflora - peònia de flor blanca
  - Paeonia macrophylla
  - Paeonia mairei
  - Paeonia mascula - peònia coral·lina, rosa muntesa
  - Paeonia mlokosewitschii
  - Paeonia obovata
  - Paeonia officinalis - peònia de muntanya, herba de Santa Rosa, herba maleïda
  - Paeonia parnassica
  - Paeonia peregrina - llampoina, rosa de Santa Clara
  - Paeonia rhodia
  - Paeonia sinjiangensis
  - Paeonia sterniana
  - Paeonia steveniana
  - Paeonia tenuifolia
  - Paeonia tomentosa
  - Paeonia veitchii
  - Paeonia wittmanniana

- Espècies llenyoses (unes 10 espècies)
  - Paeonia decomposita
  - Paeonia delavayi
  - Paeonia jishanensis (sin. Paeonia spontanea) - peònia de Jixan
  - Paeonia ludlowii
  - Paeonia ostii
  - Paeonia potaninii
  - Paeonia qiui
  - Paeonia rockii
  - Paeonia × suffruticosa - peònia arbòria

## Galeria

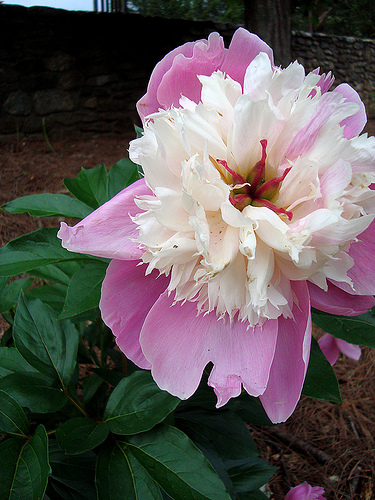
Peònia
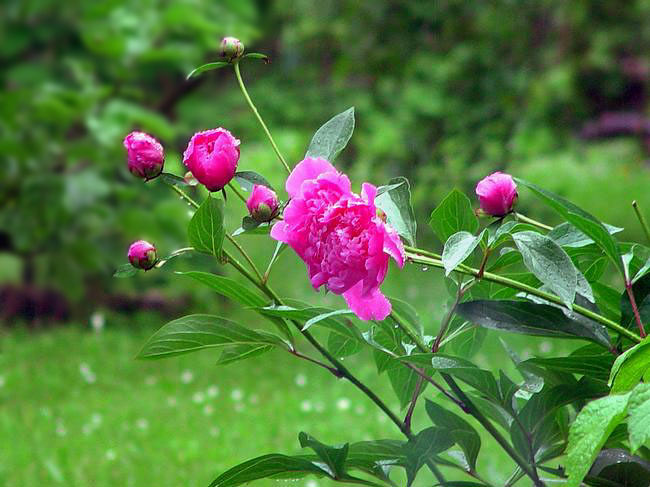
Un cultivar de Paeonia lactiflora
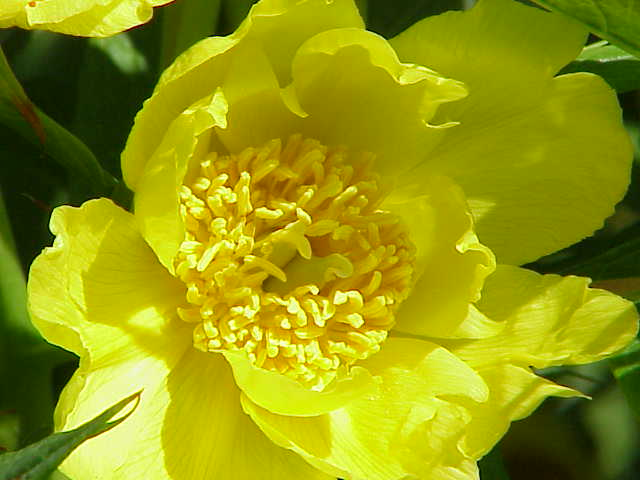
Paeonia ludlowii (syn. Paeonia lutea var. ludlowii
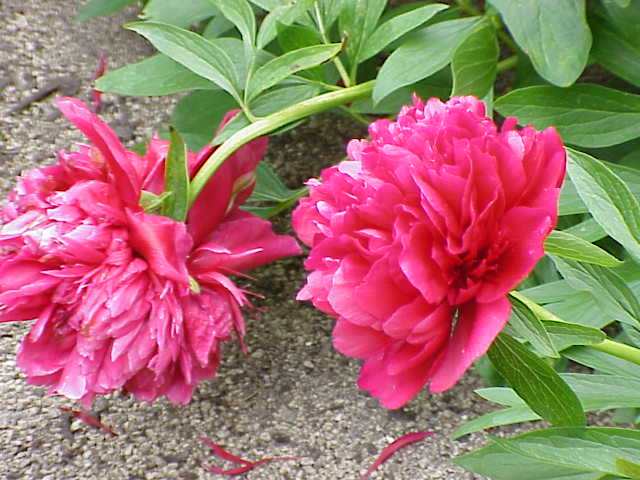
Peònia de muntanya (Paeonia officinalis) 'Rubra Plena' cultivar de flor doble
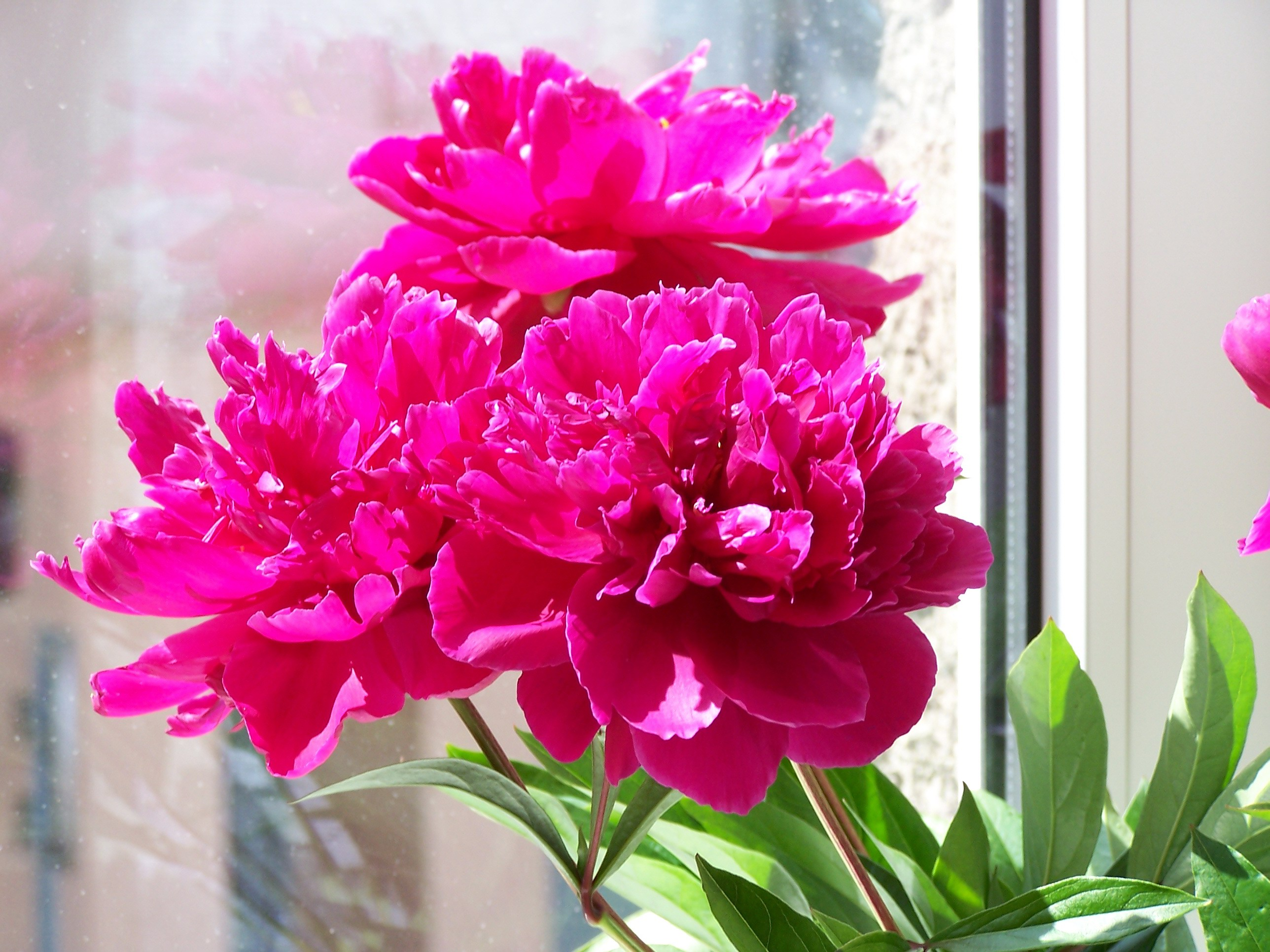
Paeonia lactiflora; cultivar
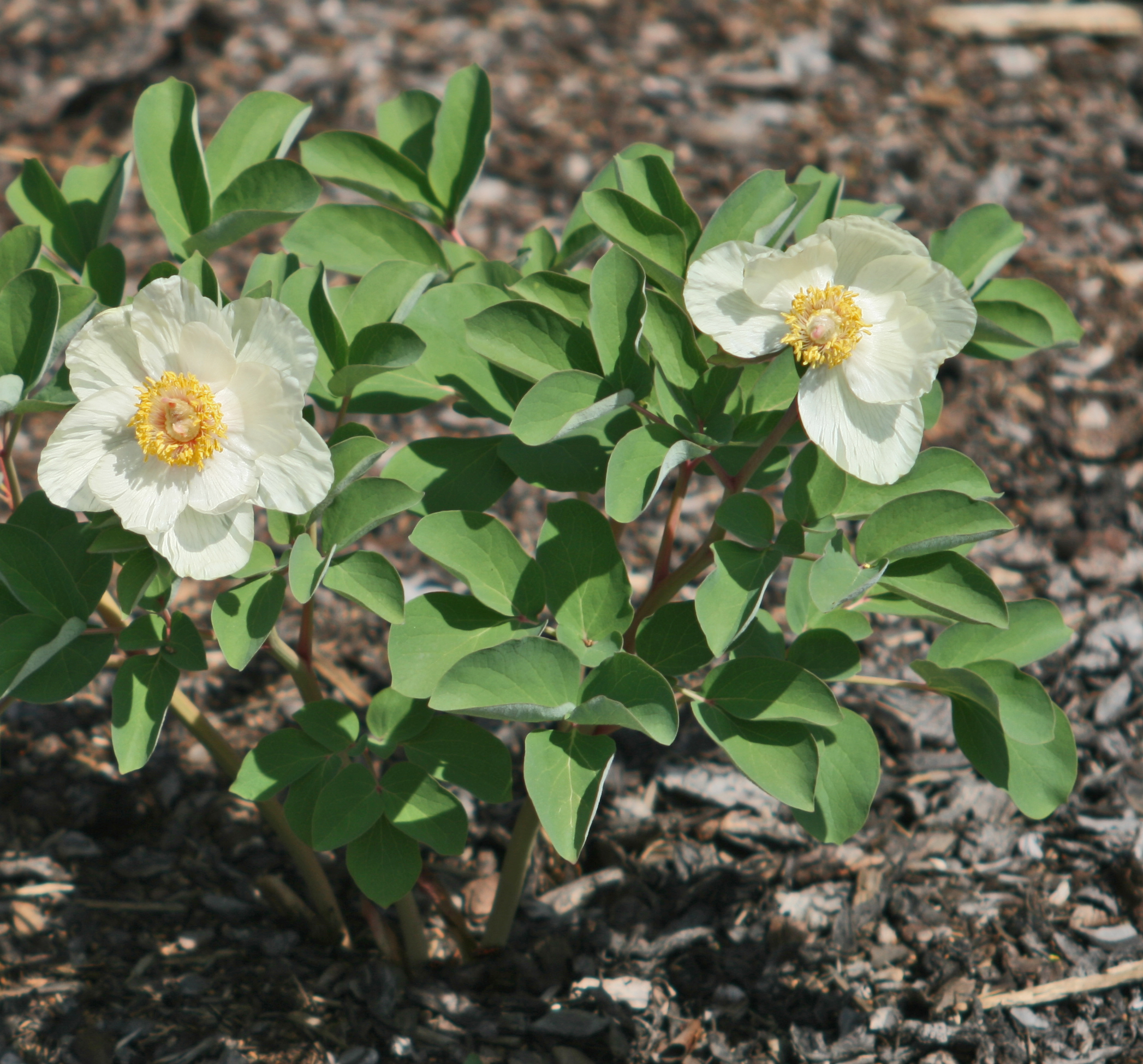
Paeonia mlokosewitschii
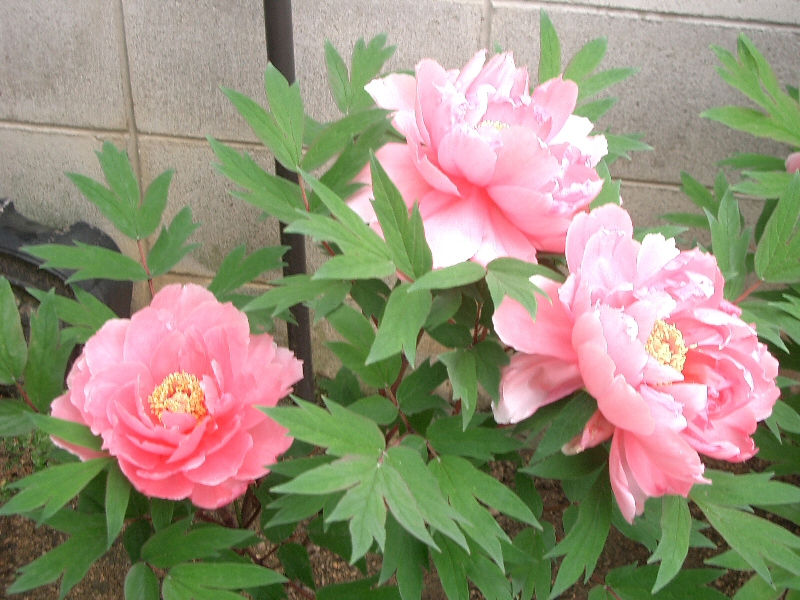
Paeonia suffruticosa
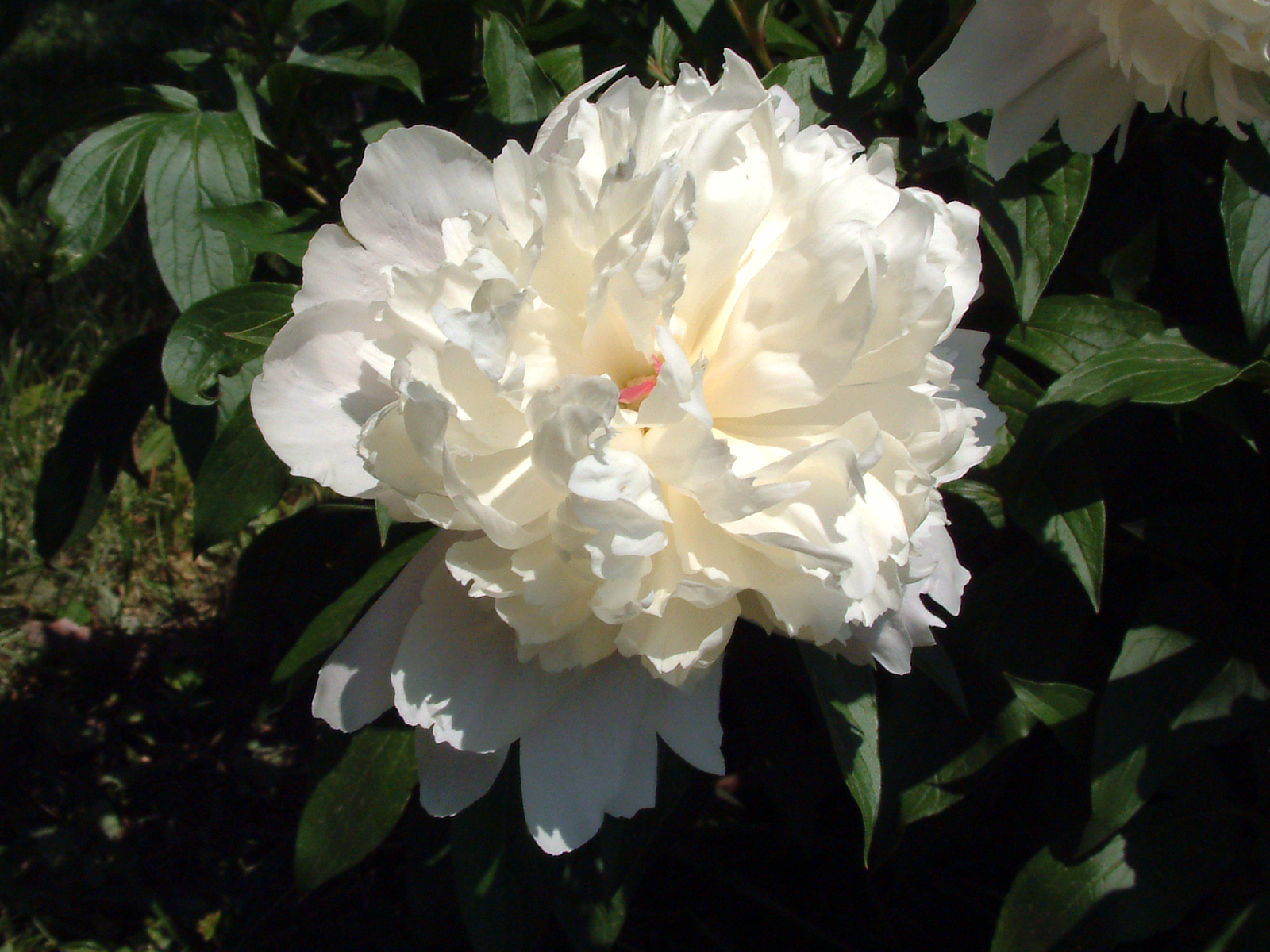
Paeonia lactiflora; cultivar
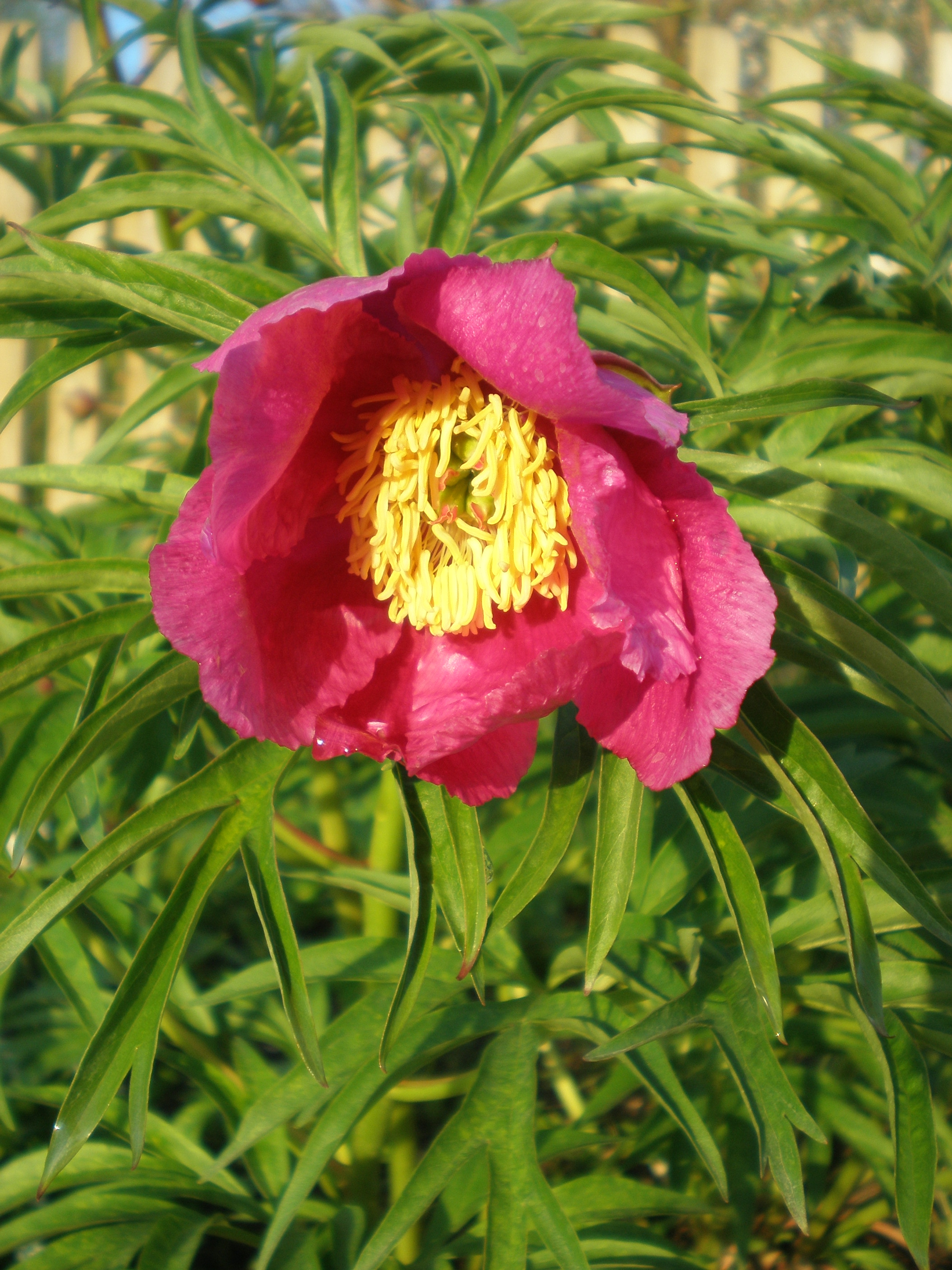
Paeonia anomala; cultivar